# COVID-19 у Волинській області
Коронаві́русна хворо́ба 2019 у Воли́нській о́бласті — розповсюдження пандемії коронавірусу територією Волинської області.
Перший випадок появи коронавірусної хвороби було виявлено на території Волинської області 24 березня 2020 року.
Станом на ранок 19 липня 2021 року у Волинській області 92999 випадків захворювання на COVID-19. 1937 людей померло (2 %).

## Хронологія

### Березень 2020
З 12 березня на Волині закрилися на карантин: школи, дитячі садки, вищі навчальні заклади, театри та кінотеатри.
З 17 березня на Волині розширили карантинні заходи. Було зачинено: торгівельні центри, заклади сфери послуг та заклади громадського харчування і транспорту.
21 березня 2020 року в Луцьку виявлено першого хворого.
24 березня лабораторно підтверджено випадок коронавірусу у 7-річної дівчинки.
25 березня у Волинській області виявили і лабораторно підтвердили другой випадок захворювання.

### Квітень-серпень 2020
3 квітня кількість випадків зросла до 10. Помер водій швидкої Старовижівської ЦРЛ.
4 квітня кількість хворих зросла до 17. За період спостереження по області методом ПЛР на виявлення вірусу COVID-19 обстежено 193 особи.
14 травня перший мешканець міста Володимир-Волинський помер.
5 червня в області було посилено карантин, в рамках чого було закрито заклади громадського харчування ТРЦ (окрім магазинів у них), установ розважальної діяльності, фітнес-центрів, закладів культури, заборонено пасажирські перевезення між областями, проведення релігійних заходів за участі більше десять осіб, закрито дошкільні навчальні заклади.
3 липня в області юуло посилилено карантин в місцях масового відпочинку, область посідала 4-те місце в країні за поширенням вірусу.
З 15 липня на Волині було послаблено карантин, зокрема, дозволено міжобласні перевезення та відвідування дитячих садків.
31 липня стало відомо, що місто Луцьк потрапляє до червоної зони небезпеки розповсюдження коронавірусу. Таким чином, місцева влада з 3 серпня повинна ввести у місті найжорсткіші обмеження. Укрзалізниця заборонила зупинку пасажирських поїздів у місті з 3 серпня.
1 серпня радник мера Луцька Ігор Поліщук повідомив, що влада не збирається посилювати карантин.
3 серпня голова Волинської ОДА Юрій Погуляйко назвав «випадковим» те, що Луцьк потрапив до «червоної» зони карантину. Незважаючи на це, місто зобов'язано посилити карантин.
9 серпня у виконувача обов'язків мера Луцька Григорія Пустовіта було діагностовано вірус. З 2 серпня він перебував на самоізоляції.

### Жовтень 2020
19 жовтня міста Володимир-Волинський, Нововолинськ і Ківерцівський район попали вперше в «червону» зону. Ця зона діяла до кінця адаптивного карантину.

### Листопад 2020
7 листопада зафіксований черговий антирекорд хворих — 482.
20 листопада вперше в області від початку пандемії зафіксували 501 випадок.

### Лютий 2021
З 24 лютого ціла область попала в «жовту» зону. Адаптивний карантин діє по новому. Нові правила. Зона діє в області (раніше лише в місті або районі).
В ніч на 25 лютого прибула перша партія з більш ніж 14 тис. доз вакцини.
25 лютого перший медпрацівник вакцинуався вакциною AstraZeneca.

### Березень 2021
З 9 березня на Волині почали другий етап вакцинації. Окрім медпрацівників, які надають допомогу пацієнтам, хворим на коронавірус, можливість вакцинуватися отримали усі медики, а також громадські представники за умови, якщо є залишки вакцини.
З 16 березня публічні та громадські діячі, учасники бойових дій та відомі особи старші за 60 років yf Djkbys отримали можливість претендувати на залишки доз вакцин проти COVID-19. Для цього необхідно заповнити відповідну гугл-форму [Архівовано 15 квітня 2021 у Wayback Machine.].
17 березня через поширення коронавірусної інфекції Волинська область опинилася у «помаранчевій» зоні.
18 березня заступниця голови Волинської ОДА Людмила Тимощук повідомила, що на Волинь набирає обертів захворюваність на COVID-19. За її словами, було госпіталізовано 85 осіб, тоді як у попередні місяці показник госпіталізації в області становив у середньому 30 осіб і рідко доходив до 50.
24 березня вона заявила про те, що зайнятість ліжок у волинських лікарнях становить 44 %, на стаціонарі перебувають 885 людей. На кисневій терапії — 68 % від усіх хворих, на апаратах ШВЛ — 19 пацієнтів.
29 березня з Волинської обласної інфекційної лікарні через недостатні запаси кисню пацієнтів почали переводити в інші заклади Луцька.

### Квітень 2021
1 квітня повідомили про зростання захворюваності, особливо — у вікових групах 50-65 років (на 30 %) і старше 65 років (на 28 %).Область може потрапити до «червоної» зони через перевищення вже двох з шести індикаторних показників епіднебезпеки.
2 квітня — новий антирекорд: 522 хворих за добу. Львівський хімічний завод доставив 3800 літрів кисню в тимчасовий інфекційний стаціонар у Луцьку та 2200 літрів кисню у Волинську обласну інфекційну лікарню. З початком ранкової зміни в госпіталі перебувало 175 пацієнтів — це майже 90 % ліжкомісь.
5 квітня стало відомо, що у ковідному шпиталі в Боголюбах Волинської обласної клінічної лікарні залишилося 20 ліжкомісь зі 197.
7 квітня Волинський обласний лабораторний центр МОЗ України повідомив про циркуляцію на території області нових генетичних варіантів вірусу.
13 квітня на Волинь доставили 2080 доз китайської вакцини CoronaVac. Перша партія розрахована на вакцинування 1040 волинян.
14 квітня в області почали проводити вакцинацію китайською вакциною.
17 квітня на Волинь прибула перша партія вакцини Comirnaty виробництва Pfizer-BioNTech у кількості 1170 доз (1 флакон містить 6 доз).
18 квітня в області розпочали вакцинацію вакциною Комірнаті. Перші дози вакцини отримали 18 працівників та 102 мешканці Луцького геріатричного пансіонату.
27 квітня на Волинь доставили 7700 доз вакцини AstraZeneca, виробленої у Південній Кореї. Ця партія препарату призначена для повторного щеплення волинян, які отримали перше щеплення індійською вакциною Covishield, та громадян, старших за 65 років.

### Травень 2021
7 травня для освітніх закладів області на боротьбу із COVID-19 та його наслідками надійшло 34,7 мільйона гривень із державного бюджету.
12 травня на Волинь прибула друга партія вакцини Comirnaty виробництва Pfizer-BioNTech у кількості 1170 доз.

### Серпень 2022
15 серпня прибула перша партія вакцини виробництва Johnson & Johnson у кількості 1230 доз.

### Вересень 2022
20 вересня прибула чергова партія Comirnaty виробництва Pfizer-BioNTech у кількості 12870 доз.